# Germania Inferior
Germania Inferior (pol. Germania Dolna) – była prowincja rzymska, położona na lewym brzegu Renu, obejmująca całe terytorium obecnej Belgii i Luksemburga, południową i zachodnią część dzisiejszej Holandii, skrawek północno-wschodniej Francji oraz zachodnich Niemiec. Stolicą prowincji było miasto Colonia Agrippinensis (obecnie Kolonia), inne większe ośrodki: Ulpia Noviomagus Batavorum (Nijmegen), Traiectum ad Rhenum (Utrecht), Tornacum (Tournai) i Bona (Bonn).
Tereny te zostały najechane przez Rzymian podczas wojen galijskich Juliusza Cezara w 57 r. p.n.e. i opanowane w ciągu kilku lat. Około roku 50 p.n.e. rozpoczęło się tu osadnictwo rzymskie, następnie wcielono nowo zdobyte ziemie do prowincji Gallia Belgica, ok. 90 roku n.e. ustanawiając je osobną prowincją.